# María Luisa Sepúlveda
María Luisa Sepúlveda Maira (Chillán, 14 de agosto de 1883 - ibíd., 4 de abril de 1958) fue una pedagoga, pianista, violinista, cantante, investigadora y compositora chilena.
Fue una de las primeras mujeres licenciadas en la carrera de composición musical en Chile. Destacó por su creación de un repertorio de obras didácticas vocales e instrumentales para ser utilizadas en el medio nacional juvenil. Su obra tuvo difusión en América y Europa. También escribió ensayos dentro de las tendencias nacionalistas del momento y recopiló música popular chilena. Esto repercutió enormemente en su obra, que además recogió influencias impresionistas, románticas y de vanguardia.

## Biografía

### Inicios de su carrera

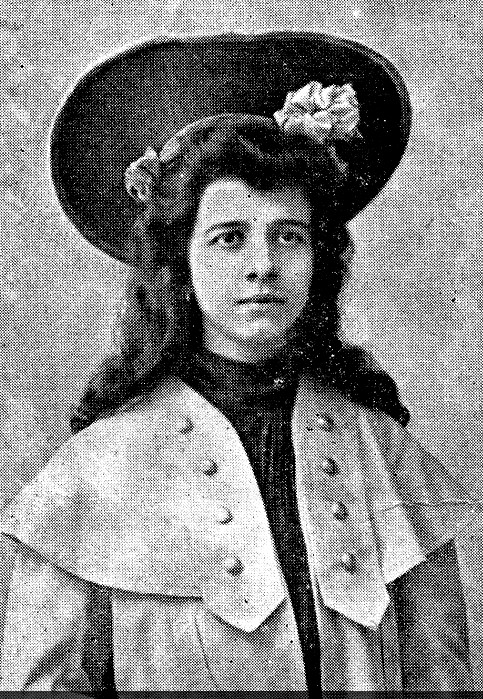
María Luisa de niña. Imagen acompaña artículo "Conservatorio Nacional de Música y Declamación: fundado en Santiago de Chile en el año 1849

Sus padres fueron Bernardo Sepúlveda Fuentealba, profesor de filosofía e idiomas, y María Mercedes Maira Gaete, que escribía poesía. En Chillán, su ciudad natal, María Luisa estudió en el Liceo de Niñas, y en 1898 ingresó al Conservatorio Nacional de Música en Santiago. Incentivada después de escuchar una audición de Amelia Cocq, comenzó a estudiar piano en el Conservatorio con el profesor Bindo Paoli, carrera de la cual se licenció públicamente en 1905. También cursó estudios de violín con José Varalla y de amonía, composición y contrapunto con Luigi Stefano Giarda y Domingo Brescia.
En 1918, recibió el título de conciertista y profesora de piano. Su exitoso examen final fue corroborado en una elogiosa carta de su profesor Paoli, quien la consideró entre sus discípulas más destacadas, con talento técnico y la recomendó para la enseñanza de este instrumento. En 1918 obtiene el título de compositora con una romanza sobre versos de un lied de Schubert, ante la comisión compuesta por los maestros Enrique Soro, Giarda y Raúl Hügel. Paralelamente al piano, estudió canto lírico, recibiendo un diploma en 1919. A esto se suma un fuerte interés por la literatura. Ese año, con su composición Bourrée para piano, obtuvo el primer premio en el concurso musical de revista Zig-Zag, que publicó bajo el seudónimo "Alfonso y Corbalán". En 1920 participó en la fundación de la Sociedad de Compositores Chilenos (llamada también Sociedad Nacional de Compositores) e integró su primera directiva.
Además de su mencionada pieza para piano, otras composiciones fueron galardonadas con los siguientes premios: del Ateneo de Valparaíso (1924), de la Cruz Roja Chilena, el Premio Teatro Chileno, el Premio Dirección de Informaciones, el Premio Sociedad Amigos del Arte (1940), del Instituto de Extensión Musical de la Universidad de Chile (1948), de la Municipalidad de Santiago, Premio Marcial Martínez, otorgado por la Facultad de Ciencias Jurídicas y Sociales de la Universidad de Chile (1949).

### Fomento e investigación de la música en Chile
Fue nombrada profesora de piano en el Conservatorio, cargo que ejerció durante seis años, entre 1918 y 1931, en los cuales desarrolló un plan de estudios que se conserva hasta la actualidad y que sería replicados en otros países. También enseñó armonía y folclore en la Escuela Vocacional de Educación Artística de Santiago. Se incursionó en la dirección orquestal en 1916, año en el que formó una orquesta compuesta únicamente por mujeres llamada "White Orchestra", aludiendo al vestuario enteramente blanco de sus componentes. Dirigiéndola ella misma en un concierto en el que interpretaron obras de Gillet y una Serenata de Luigini. Las integrantes eran parte del Conservatorio Nacional y la iniciativa fue todo un éxito. También se desempeñó como ayudante de Pedro Humberto Allende en la formación del "Coro femenino" fundado en 1923, uno de los tres coros que tuvo la Sociedad Bach con el fin de ampliar la Sociedad y para fomentar el arte musical en Chile.
El 3 de febrero de 1943 es miembro fundador de la Asociación Folklórica Chilena (actualmente Sociedad de Folclor Chileno) junto a: Aureliano Oyarzún Navarro, Ismael Edwards Matte, Domingo Santa Cruz, Oreste Plath, Ricardo Donoso, Raúl Silva Castro, Benedicto Chuaqui, Andrés Sabella, Carlos Lavín, Oscar Cortés, Humberto Grez, Leopoldo Pizarro, Vicente Reyes Covarrubias, Víctor Castro, Gualterio Looser, Luis Gómez Catalán, Alberto Ried, Remigio Acevedo, Carlota Andrée, María Luisa Sepúlveda, Camila Bari de Zañartu, Emilia Garnham, Carlos S. Reed, Sady Zañartu, Juana Risi de Maldini, María Bichón. Se consideraron socios a todos los que asistieron a la primera reunión.
También se interesó en la investigación musical, donde destaca la recopilación que realizó de canciones populares en su Cancionero chileno, escrito para canto y piano. Según Samuel Claro, María Luisa Sepúlveda está con Pedro Humberto Allende, Carlos Isamitt y Carlos Lavín en la "generación de músicos que decidieron agregar la tarea de investigación a la creación", pudiendo considerársele, una de las precursoras de la investigación musicológica en Chile. En 1947 publica en la Revista Musical Chilena N°25-26 (pp. 30-32) el texto "Generalidades sobre pregones", en el que los define como un medio para poner de manifiesto "uno de los aspectos más interesantes del alma popular". El referido artículo transcribe además seis pregones de la recolección de la compositora. Su labor complementaría el trabajo de recopilación folklórica, aborigen y criolla que estaba realizando paralelamente Pedro Humberto Allende. Más tarde editó La voz del pasado: pregones santiaguinos antiguos y otros temas folklóricos, donde transcribió e ilustró con dibujos la antigua tradición del pregonero y otros temas populares.También publicó una recopilación de canciones y tonadas del siglo XIX.
Por último, enfocada fuertemente en la educación musical, escribió su Nuevo método de guitarra: para aprender a tocar por cifra y por música sin maestro, obra que tuvo varias ediciones, y El amigo del niño, método para la enseñanza del piano que tuvo mucho éxito en Latinoamérica. Se destacan sus Cantos escolares, por los que recibió un premio de la Universidad de Chile.
Tiene canciones con poemas de Gabriela Mistral, con la que mantenía correspondencia. En una de las cartas de la Biblioteca Nacional de Chile la autora señala que se enteró por un conocido común que Gabriela Mistral mostró interés en que continuara con la musicalización de alguna de sus poesías. La autora espera que reviertan una exoneración para dedicarle más tiempo a esta tarea. Se hace mención a Arnaldo Tapia.

### Legado
Sus elogiadas alumnas de piano como Olga Aguilar, Adriana Saavedra, Ana María Tagle, Olga Zagal o Pilar Incháustegui no tuvieron renombre. Existe un busto de María Luisa en el Museo de la Educación Gabriela Mistral, pero nadie sabe las circunstancias por las que llegó allí ni si se acompañó o registró documentación alguna de su inauguración, si es que fue inaugurado. Según una publicación del Servicio Nacional del Patrimonio Cultural del Departamento de Derechos Intelectuales de Chile, además de la Sociedad de Compositores Nacionales y de la Asociación Folklórica de Chile, María Luisa participó en la Alianza de Intelectuales para la defensa de la Cultura y, en 1951, fue diplomada por la International Folk Council en Londres y se integró como miembro de la Asociación de Compositores de Londres.
La vida y obra de la compositora se desvanece en la historia de la música chilena; sus partituras despiertan, a veces, la curiosidad de los jóvenes estudiantes de piano y algunos docentes las incluyen en los programas de estudio, aunque el contacto con su obra es muy tenue, aún persiste con la juventud chilena que siempre quiso formar musicalmente. Falleció en Santiago en 1958.

## Análisis estilístico
El catálogo de las obras de María Luisa Sepúlveda corresponde a obras didácticas, métodos de aprendizaje, canciones para voz y música instrumental.
Es característica de su obra compositiva la asimilación que hizo de la música folclórica. Eso ha llevado a que algunos la señalen como nacionalista, ya que muchos de los elementos del folklore recopilados son incorporados a sus partituras (Canción de Corhuillas, Así lo hace Juan).
Sin embargo, su obra es ecléctica y toma también elementos del salón decimonónico. En sus partituras está presente la influencia del impresionismo, neoclasicismo y romanticismo, la imprenta del nacionalismo chileno y las vanguardias musicales foráneas con las que estuvo en contacto de forma indirecta. Es por ello que se aprecian en su música recursos como la politonalidad, palalelismos de intervalos de cuarta, quinta y novena, atonalismo libre y manejo colorístico de la disonancia, sobre todo en sus estudios y obras para piano (Dos Estudios para piano, La Palmatoria de Locita de las Monjas Clarisas, Atabales Sombríos...etc). El romanticismo y la influencia impresionista está más presente en sus obras para canto y acompañamiento instrumental y en sus obras corales, en las que destacan el buen dominio de la sintaxis musical en función de la sintaxis literaria (Cuando Odo la Canzone, Yo nunca, nunca más). Por último cabe destacar que su sensibilidad por el medio físico y su entorno se ve reflejada en un extenso repertorio de cantos y estudios que pueden denominarse obras "descriptivas", ya que retratan estancias de la vida cotidiana o recrean musicalmente el sentido de los versos de connotadas plumas de la lírica nacional (Toque de campanas y El afilador de Dos Trozos para piano).

## Obras
Orquesta
- Estudio sinfónico, 1932
- Greca, 1932
- Canción de las Corhuillas, 1940
- Trutruka, 1940

Orquesta sinfónica y solista

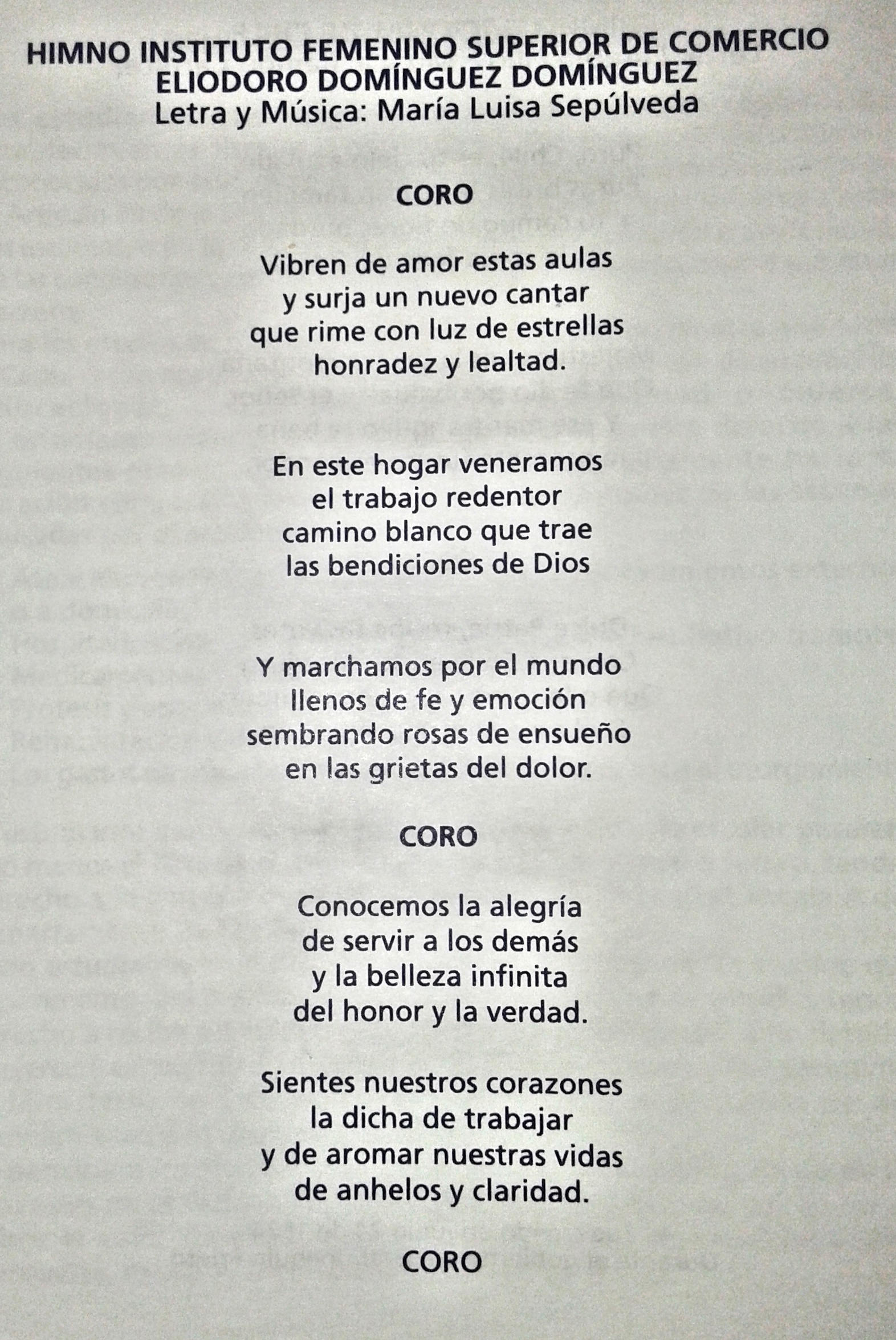
Letra del Himno a la mujer moderna

- Suite, para piano y orquesta de cámara, 1940

Coro y acompañamiento
- Himno a la moderna mujer, Coro y orquesta 1925
- Así lo hace Juan, Coro y orquesta, 1945
- Himno a la Cruz Roja Chilena, Coro, piano
- Himno al Orfeón Catalán, Coro y orquesta

Coro
- Álbum de Navidad
- Cuatro cantos corales
- Dos canciones sacras
- El aire
- El imposible
- Quodliber
- Romance de Curicó

Voz y piano (Todas canciones)
- Cancionero chileno, 1837.[10] Canciones populares antiguas para voz y piano.

- Canciones escolares, 1926
- Cantos escolares, con versos de Julio Barrenechea, Andrés Sabella, Manuel Magallanes Moure, Oscar Jara Azócar, Gabriela Mistral y Pablo Neruda entre otros.
- Cuando odo la canzone
- De vuelta de un gran cariño, 1937
- El maquinista del tren
- India pálida
- Iré por otros cielos
- L'Angellus
- Romanza, 1919
- Ronda de niños
- Ronda de paz
- Ronda primaveral
- Te quiero porque te quiero, 1921[5]

- Vivir, 1931

- Voy perdiendo hasta tu sombra
- Yo nunca, nuca más
- Zamacueca

Voz y guitarra
- Canciones y tonadas chilenas del siglo diecinueve : para canto y guitarra, 195-?

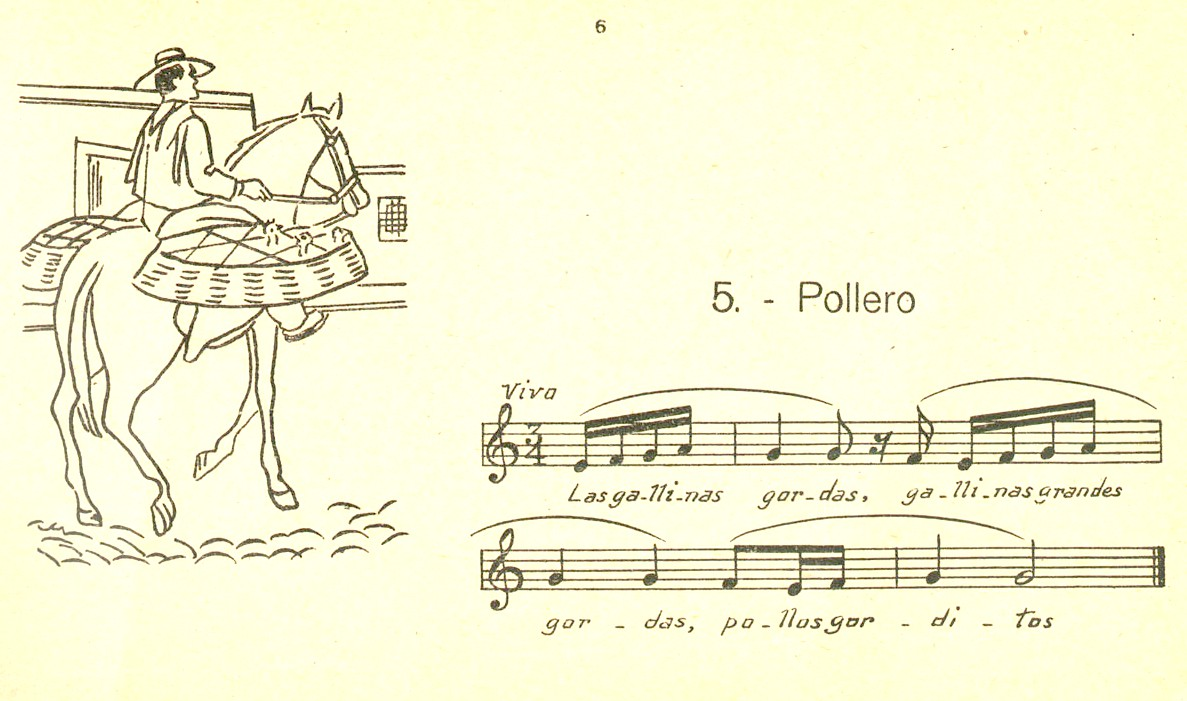
Pregón del "Pollero", La voz del pasado

  1. Aloja
  2. Liray
  3. Destino
  4. Bartolillo
  5. Chihuayhuey
  6. Reliquias y escapularios
  7. No hay corazón como el mıo
  8. Cañadilla
  9. Ay! negro, que hemos de hacer
  10. Tenéme en tu corazón
  11. Sauce
  12. Dile a la otra que se vaya[11]

Voz sola
- La voz del pasado: pregones santiaguinos antiguos y otros temas folklóricos, 1942. Contiene pregones callejeros y llamadas de vendedores de las viejas calles de Santiago.[12]

- Colección de cantos, 1928:

1. Canción nacional / Ramón Carnicer
2. Canción del stío / texto Juana de Ibarbourou
3. La canzone della rosa / G. Raff
4. Canto D'Addio dell'Augello Migrante / F. Mendelssohn.[13]

Conjunto instrumental
- Andante, violín y piano
- Canción, violín y piano
- El Pulchén, violín y piano
- Fantasía sobre el Himno de Yungay, 2 pianos
- Segundo piano para el Estudio 23 op. 125 de Heller, 2 pianos
- Preludio de la Suite Holbergs de Grieg, 2 pianos

Piano
- Atabales sombríos, estudio dodecafónico[5]
- Bourrè, 1916
- Cantares de mi tierra nativa
- Carrousel, 1931[14]
- Ciaccona
- Corazón, 1928, tonada chilena
- Dos estudios para piano, 1924
- Dos trozos para piano, 1929
  1. El afilador .
  2. Toque de campanas.
- El amigo del niño : método moderno de piano 1a. parte, 1963[15]
- Hoja de álbum
- Locita de las munjas clarisas
  1. Jarrita.
  2. Palmatoria.
  3. Brasero[16]
- Scherzo
- Seis piezas fáciles

Otras obras para solista
- Dos tonadas, guitarra
- Nuevo método de guitarra: para aprender a tocar por cifra y por música sin maestro, 196-?[17]
- Meditación, violín
- Preludio, arpa, 1929
- Preludio, guitarra.